# ۱۲۸۳ (میلادی)
۱۲۸۳ (میلادی) هزار و دویست و هشتاد و سومین سال تقویم میلادی است.

## درگذشتگان
- ۹ ژانویه – ون تیان‌شیانگ، نویسنده و شاعر چینی